# A Négy Lovas (Hegylakó)
A Négy Lovas a Hegylakó című sorozatban négy halhatatlan (Kronos, Methos, Silas és Caspian) szövetsége. Testvérnek tekintik egymást, ám valójában csak hárman testvérek. Methos a legidősebbként számon tartott halhatatlan aki még maga sem tudja mikor született. Első emléke, hogy Kr. e. 3000-ben, ezer évvel a másik három lovas születése előtt, vette a fejét az első halhatatlannak. A Négy Lovas Kr. e. 1500 és Kr. e. 1000 között dúlta fel két kontinens földjét, nem kímélve sem halandót, sem halhatatlant. Falvakat égettek föl, nőket és gyermekeket öltek meg. Így lelte halálát a később nagyhírű boszorkánnyá vált Cassandra is, aki így halhatatlan és Methos rabszolgája lett, de megszökött. Methosnak végül elege lett az értelmetlen gyilkolásból és elhagyta "testvéreit". Így a Négy Lovas bandája feloszlott.
Az 1990-es években Kronos kétszer is megpróbálja egyesíteni a bandát és elhozni az Apokalipszist, ám ebből csak egyszer sikerül újra összeállniuk mind a négyen és akkor is, Methos elárulja őket és segítségével a Hegylakó, Duncan MacLeod a fejét veszi a másik három lovasból kettőnek. Silast pedig „testvére”, Methos, öli meg.